# Adolf Josef Storfer
Adolf Josef Storfer (n. 11 ianuarie 1888, Botoșani, România – d. 2 decembrie 1944, Melbourne, Victoria, Australia) a fost un avocat austriac de origine evreo-română transformat în jurnalist și editor. A aparținut grupului de prieteni vienezi ai lui Sigmund Freud și a fugit în Australia prin Shanghai în 1938.